# Lillooet Icecap
Die Lillooet Icecap, auch Lillooet Icefield oder Lillooet Crown genannt, ist ein großes Eisfeld in den Pacific Ranges der Coast Mountains im Südwesten der kanadischen Provinz British Columbia. Sie liegt etwa 90 km nordwestlich der Kleinstädte Pemberton und Whistler und etwa 175 km nördlich von Vancouver. Die Lillooet Icecap ist eines der größten von mehreren Eisfeldern in den Pacific Ranges, welche die größten Gletscherfelder der gemäßigten Breiten darstellen. Im Maximum ihrer Ausdehnung misst sie einschließlich der Gletscherzungen 30 km von Ost nach West und 20 km in Nord-Süd-Richtung; das zentrale Gebiet des Eisfeldes hat einen Durchmesser von etwa 15 km.
Die Lillooet Icecap ist die Quelle mehrerer wichtiger Flüsse, die strahlenförmig von ihr ausgehen. Der Lillooet River wird durch den Lillooet Glacier an der Südgrenze des Eisfeldes gespeist und fließt südostwärts über Pemberton bis zum Harrison Lake. Der Bridge River wird vom Bridge Glacier an der Ostseite des Eisfeldes gespeist und fließt ostwärts zur Kleinstadt Lillooet. An der Nordseite des Eisfeldes beginnen der Taseko River (ein Nebenfluss des Chilcotin River), der Lord River und der Tchaikazan River (gleichfalls Nebenflüsse des Taseko) sowie der Edmond River, welcher in den Chilko Lake mündet, die Quelle des Chilko River, welcher wie der Taseko ein Nebenfluss des Chilcotin River ist. An der Westseite des Eisfeldes sind die Quellen des Southgate River, welcher nach Waddington Harbour am Ende des Bute Inlet fließt und gemeinsam mit dem Homathko River ein Delta bildet, und des Toba River, welcher in das Toba Inlet fließt.
Die Wasserscheide zwischen dem Lillooet River und dem Southgate River liegt an der Südwestflanke des Eisfeldes und wird als Ring Pass bezeichnet. Dieser wurde für die Eignung als Route der Canadian Pacific Railway untersucht, aber der Erkundungstrupp unter Führung von Stanley Smith ist verschollen und wurde nie gefunden. Der Stanley Smith Glacier und der Frank Smith Glacier im Zentrum der Lillooet Icecap sind in Erinnerung an zwei seiner Mitglieder benannt. Südwestlich des Ring Pass liegt die Compton Névé, ein weiteres großes Eisfeld. Lillooet Icecap und Compton Névé bilden eine durchgängige Eismasse, aber aufgrund zweier eigenständiger Bergmassive in geringerer Höhe und aktiver Gletscherbewegung am Ring Pass werden sie üblicherweise unterschieden.